# Hrvatski Športski Klub Zrinjski
Hrvatski športski klub Zrinjski Mostar ou Zrinjski Mostar ou simplesmente Zrinjski é um clube de futebol da Bósnia e Herzegovina da cidade de Mostar. Atualmente disputa a Premijer Liga a primeira divisão do futebol da Bósnia e Herzegovina. O seu estádio é o estádio pod Bijelim Brijegom localizado na cidade Mostar.
O Zrinjski Mostar foi fundado por jovens croatas em 1905 na cidade de Mostar que na altura fazia parte da Áustria-Hungria, é clube de futebol mais antigo da Bósnia e Herzegovina. Após a Segunda Guerra Mundial, todos os clubes que participaram na liga croata em tempo de guerra foram proibidos na Jugoslávia, sendo o Zrinjski um deles. A proibição durou de 1945 a 1992. O clube foi renovado após a independência da Bósnia e Herzegovina. Jogou na Primeira Liga da Herzeg-Bósnia até 2000, depois digo começou a disputar a Premijer Liga. Em 2005 festejou o seu primeiro título de campeão, atualmente é o maior campeão nacional da Bósnia e Herzegovina.

## Equipe Atual
20 de setembro de 2024
| N.º |                      | Posição | Jogador               |
| --- | -------------------- | ------- | --------------------- |
| 1   | Bósnia e Herzegovina | G       | Anis Sefo             |
| 4   | Bósnia e Herzegovina | D       | Hrvoje Barišić        |
| 5   | Bósnia e Herzegovina | D       | Ilija Mašić           |
| 6   | Bósnia e Herzegovina | D       | Josip Ćorluka         |
| 7   | Bósnia e Herzegovina | A       | Alen Jurilj           |
| 8   | Croácia              | M       | Frano Mlinar          |
| 10  | Croácia              | A       | Tomislav Kiš          |
| 11  | Bósnia e Herzegovina | A       | Nardin Mulahusejnović |
| 12  | Croácia              | D       | Petar Mamić           |
| 14  | Croácia              | M       | Ivan Posavec          |
| 17  | Croácia              | A       | Matija Malekinušić    |
| 18  | Bósnia e Herzegovina | G       | Goran Karačić         |
| 19  | Bósnia e Herzegovina | M       | Tarik Ramić           |
| 20  | Croácia              | M       | Antonio Ivančić       |
| 21  | Bósnia e Herzegovina | M       | Igor Savić            |
| 23  | Sérvia               | M       | Stefano Surdanovic    |
| 24  | Croácia              | A       | Petar Mišić           |

| N.º |                      | Posição | Jogador                             |
| --- | -------------------- | ------- | ----------------------------------- |
| 25  | Croácia              | A       | Mario Ćuže                          |
| 27  | Sérvia               | D       | Slobodan Jakovljević (Vice-capitão) |
| 29  | Bósnia e Herzegovina | M       | Antonio Prskalo                     |
| 30  | Croácia              | A       | Fran Topić                          |
| 35  | Croácia              | G       | Marko Marić                         |
| 42  | Bósnia e Herzegovina | M       | Marijan Ćavar                       |
| 44  | Bósnia e Herzegovina | D       | Toni Šunjić                         |
| 50  | Bósnia e Herzegovina | D       | Kerim Memija                        |
| 60  | Argentina            | D       | Sebastián Corda                     |
| 70  | Croácia              | D       | Marin Magdić                        |
| 77  | Macedónia do Norte   | A       | Besart Abdurahimi                   |
| 81  | Bósnia e Herzegovina | M       | Marko Kozina                        |
| 91  | Croácia              | D       | Mario Tičinović                     |
| 96  | Sérvia               | A       | Anes Rušević                        |
| 97  | Bósnia e Herzegovina | A       | David Čamber                        |
| 99  | Bósnia e Herzegovina | A       | Nemanja Bilbija (Capitão)           |

## Títulos
- Premijer Liga: (9) 2004–05, 2008–09, 2013–14, 2015–16, 2016–17, 2017–18, 2021–22, 2022–23 e 2024–25
- Taça da Bósnia e Herzegovina (3): 2007–08, 2022–23 e 2023–24
- Supertaça da Bósnia e Herzegovina (1): 2024